# SC DHfK Leipzig
Der SC DHfK Leipzig e. V. (Sportclub Deutsche Hochschule für Körperkultur Leipzig e. V.) ist ein Sportverein in Leipzig. Er war bis zur Auflösung der DHfK Leipzig dieser Sporthochschule angeschlossen. Gegründet wurde er 1954 als leistungssportlich orientierter Sportclub SC Wissenschaft DHfK Leipzig. Der Verein hat (Stand: März 2024) rund 6100 Mitglieder und ist damit der zweitgrößte der Stadt.

## Sportliche Erfolge
Der SC DHfK ist der erfolgreichste Sportverein der Welt. Vor allem in den Disziplinen Leichtathletik, Schwimmen, Rudern, Kanurennsport, Kanuslalom, Handball und Radsport bestimmten Sportler dieses Clubs die Weltspitze. Bis 1989 errangen sie 93 olympische Medaillen und 136 Goldmedaillen bei Weltmeisterschaften. Einige, wie Gustav-Adolf Schur, Uwe Ampler, Klaus Köste, Christian Gille, Anett Schuck, Günther Merkel, Manfred Merkel, Angelika Bahmann, Margitta Gummel, Bärbel Eckert, Siegfried Brietzke, Thomas Munkelt und Kristin Otto, seien an dieser Stelle exemplarisch genannt.

## Abteilungen

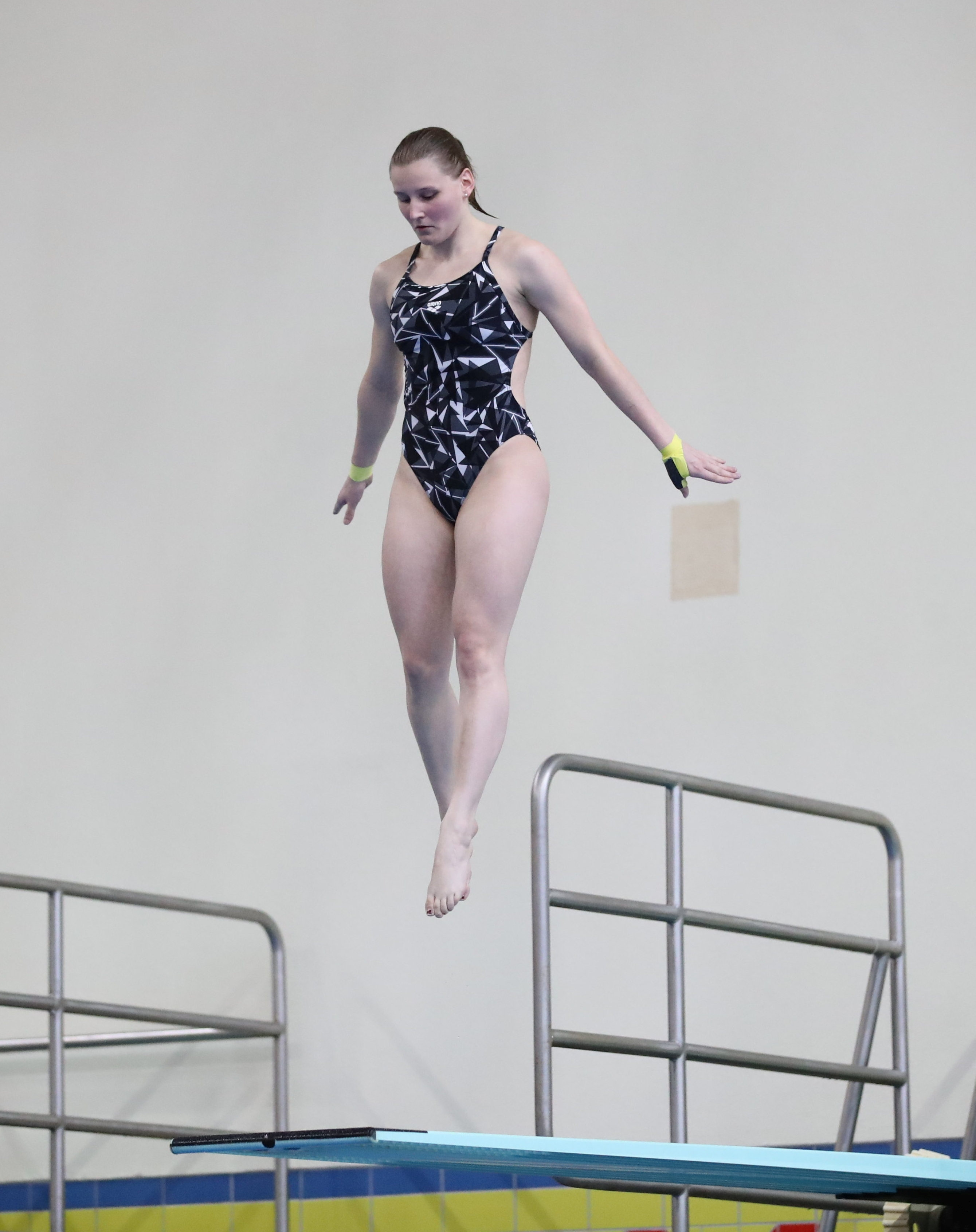
Wasserspringerin Friederike Freyer vom SC DHfK Leipzig vor einem Wettkampfsprung

Der SC DHfK teilt sich in die Abteilungen
- Faustball
- Finswimming
- Fitness- und Gesundheitssport
- Floorball
- Handball (inklusive Cheerleading)
- Judo
- Kanurennsport
- LAZ – Leichtathletikzentrum
- Laufsport
- Radrennsport
- Rollstuhlsport
- Rudern
- Schwimmen
- Skisport
- Speed- und Inlineskating
- Synchronschwimmen
- Triathlon
- Wasserball
- Wasserspringen

sowie in ein Kindersportzentrum auf.

### Abteilung Rudern
Die Historie der Ruderabteilung geht zurück bis in das Jahr 1866, in dem der Ruder-Club Germania von 1866 gegründet wurde. Dieser Ruder-Club ging am 6. April 1919 in der Rudergesellschaft Wiking Leipzig auf. Nach 1945 bis zur Wende bestand der Traditionsverein in Minden fort. Durch Aufnahme des RG Wiking Leipzig aus Minden, gegründet von Leipziger Ruderern, die nach dem Zweiten Weltkrieg wegzogen, steht die Abteilung Rudern direkt in dieser Tradition. Aus diesem Grund lautet die offizielle Bezeichnung der Abteilung bis 2012 Rudergesellschaft Wiking im SC DHfK Leipzig e. V. Mit dem Elster-Saale-Kanal und Investitionen im Ruderzentrum Burghausen sind gute Bedingungen für Hochleistungssport vorhanden.
Die Zeit nach 1990 war in der Abteilung Rudern von radikalen Umbrüchen gekennzeichnet. Von einem großen Trainerstab auf drei Trainer gestutzt, brachen auch die nationalen und internationalen Erfolge ein. 1992 konnten Kristina Mundt und Kerstin Müller olympisches Gold erringen. Im olympischen Wettbewerb hat der SC DHfK erst 2008 wieder mit Annekatrin Thiele teilgenommen, die eine Silbermedaille im Doppelzweier gewann. Bei den Olympischen Spielen 2012 in London erruderte Thiele im Doppelvierer der Frauen die Silbermedaille und krönte ihre Erfolgsserie mit einer Goldmedaille in der gleichen Bootsklasse bei den Spielen in Rio 2016. Philipp Wende war neben Tim Grohmann auch Teilnehmer der Spiele in Rio. Im Männerdoppelvierer erruderte er mit seinen Teamkollegen auch die Goldmedaille. Tim Grohmann unterstützte das Team als Ersatzmann.

### Abteilung Floorball
Die Floorball (Unihockey)-Abteilung hat ihren Ursprung im SSC Leipzig. Ein Großteil der Spieler des SSC gründeten 2003 die Floorball-Abteilung Canoniers im Verein RBS Leipzig. Der Anspruch der zunächst drittklassig spielenden Mannschaft stieg jedoch und aus praktischen Gründen suchte man sich mit dem SC DHfK einen großen Hauptverein. Seit 2008/09 tritt die Mannschaft unter der Bezeichnung SC DHfK Leipzig Floorball zu Spielen an. 2008 gewann der damalige Canoniers Floorball Club die deutsche Vizemeisterschaft hinter Rekordmeister UHC Weißenfels. 2011 sieg man in die 2. Floorball-Bundesliga ab. 
Die erste Herren-Großfeldmannschaft spielte dann 2015/16 und von 2020 bis 2022 wieder erstklassig. Nach dem Sieg in der Relegationsserie gegen den VfL Red Hocks Kaufering gelang der erneute Aufstieg 2025 in die Bundesliga.
Die zweite Herren-Großfeldmannschaft spielt seit 2021 wieder in der drittklassigen Regionalliga.

### Ehemalige Abteilungen (früher Sektionen)

#### Sektion Volleyball

##### Männer
- DDR-Meister: 1957, 1958, 1959
- FDGB-Pokalsieger: 1953, 1956, 1957, 1958, 1959, 1963, 1965

##### Frauen
- DDR-Meister: 1956

#### Sektion Judo (bis 1970)
Am Institut für Kampfsport an der DHfK wurde im September 1953 die Fachrichtung Judo mit den Lehrkräften Horst Wolf und Siegmund Haunschild eingerichtet. Unter den Sportstudenten fand der Judosport viele Anhänger, die eine kampfstarke Judo-Sektion in der HSG Wissenschaft DHfK bildeten. Nach der Gründung des Sportclubs an der DHfK gewannen die Studenten Hubert Sturm (1959), Hans Müller-Deck (1960), Burkhardt Daßler (3 ×, ab 1962) und Helmut Howiller (4 ×, ab 1964) insgesamt neun DDR-Meistertitel. Die Judo-Mannschaft des SC DHfK Leipzig errang 1961 und 1965 die DDR-Vizemeisterschaft. 1966 und 1968 wurde der SC DHfK Dritter der DDR-Mannschaftsmeisterschaften. Ab 1969 erfolgte auf Veranlassung des Deutschen Judo-Verbandes die Konzentration der wettkampfstärksten Leipziger Judoka im Sportclub Leipzig (SCL).

#### Sektion Fußball
Die Sektion Fußball des SC DHfK Leipzig spielte 1954 eine Halbserie in der zweitklassigen DDR-Liga und wurde danach wegen Erfolglosigkeit wieder aufgelöst.

##### Geschichte
Im Bemühen in Leipzig eine zukunftsträchtige Spitzenmannschaft im Fußball ins Leben zu rufen, wurde 1954 beim Sportclub der Deutschen Hochschule für Körperkultur in Leipzig (DHfK) eine Sektion Fußball gegründet, in der zwei Mannschaften zusammengestellt wurden. Die Spieler sollten von den wissenschaftlichen Erkenntnissen der Hochschule profitieren und künftig den Stamm für die Fußballnationalmannschaft bilden. Um die Mannschaften aufzustellen, wurden Spieler von anderen Mannschaften aus der gesamten DDR „delegiert“ – so die DDR-übliche Umschreibung für die Spielertransfers. In der Ersten Mannschaft wurden Spieler zusammengezogen, die zum großen Teil bereits in ihren vorherigen Vereinen im Männerbereich eingesetzt worden waren und dadurch über gewisse Erfahrungen verfügten. Die Zweite Mannschaft sollte dagegen Sammelbecken für hoffnungsvolle Nachwuchstalente werden. Als Trainer für beide Mannschaften wurde der Ungar János Gyarmati eingesetzt, der zuvor die SG Dynamo Dresden trainiert hatte.
Die beiden Mannschaften des SC DHfK Leipzig wurden ohne sportliche Qualifikation sofort mit Beginn der Saison 1954/55 in die zweitklassige DDR-Liga als zusätzliche Neulinge eingestuft – der SC DHfK Leipzig I in die Staffel 3 (Region Südost) und der SC DHfK Leipzig II in die Staffel 2 (Region Südwest). Als sich nach Abschluss der Hinrunde abzeichnete, dass keine der beiden DHfK-Mannschaften das Ziel „Aufstieg in die DDR-Oberliga“ schaffen würde – und wegen der Reduzierung der DDR-Liga auf eine Staffel sogar die Drittklassigkeit drohte – wurden beide Mannschaften kurzerhand wieder aufgelöst. Die Spieler der Ersten Mannschaft wurden hauptsächlich auf die Mannschaften des ZSK Vorwärts Berlin und des zeitgleich mit dem SC DHfK Leipzig gegründeten SC Dynamo Berlin verteilt, der aus der Delegierung der Mannschaft von Dynamo Dresden in die Hauptstadt entstand. Den Platz des SC DHfK Leipzig I in der DDR-Liga nahm zu Beginn der Rückrunde die in Dresden verbliebene Mannschaft der SG Dynamo Dresden ein.
Die Zweite Mannschaft ging in dem frisch aus der Taufe gehobenen SC Vorwärts Leipzig über, der gleichzeitig auch deren Startrecht in der DDR-Liga wahrnahm.
Trainer Gyarmati wurde nach der Auflösung der DHfK-Mannschaften zum Nationaltrainer der DDR-Auswahl befördert.

##### Spielerkader des SC DHfK Leipzig I
| Name (Position)                | 1954 von                     | 1955 nach                    | Werdegang               |
| ------------------------------ | ---------------------------- | ---------------------------- | ----------------------- |
| Karl-Heinz Spickenagel (T, 22) | Einheit Pankow               | Vorwärts Berlin              | 176 OL, 29 A            |
| Heinz Marciniak (T, ?)         | Chemie Bitterfeld            | Dynamo Berlin                | 2 OL                    |
| Werner Heine (A, 19)           | Aktivist Nebra               | Dynamo Berlin                | 210 OL, 29 A            |
| Peter Kalinke (A, 17)          | Rotation Naumburg            | Vorwärts Berlin              | 231 OL, 7 A             |
| Hans-Georg Kiupel (A, 19)      | Motor Altenburg              | Vorwärts Berlin              | 199 OL, 1 A             |
| Werner Klose (A, ?)            |                              | Vorwärts Berlin              | 11 OL                   |
| Lothar Punt (A, 19)            | SG Buchholz                  | Dynamo Berlin                | 6 OL                    |
| Martin Skaba (A, 19)           | Motor Quedlinburg            | Dynamo Berlin                | 255 OL, 8 A             |
| Hans-Joachim Giersch (M, 21)   | Wismut Gera                  | Vorwärts Berlin              | 62 OL                   |
| Heinz Neubauer (M, 21)         | Lok Stendal                  | Lok Stendal                  | 126 OL                  |
| Klaus Thiemann (M, 19)         | Dynamo Dresden               | Dynamo Berlin                | 64 OL                   |
| Wolfgang Feldweg (S, 19)       |                              | Vorwärts Berlin              | 1 OL                    |
| Dieter Fischer (S, 19)         |                              | SC Lok Leipzig               | 194 OL, 4 A             |
| Rolf Fritzsche (S, 20)         | Einheit Ost Leipzig          | Vorwärts Berlin              | 82 OL, 2 A, ab 1959 BRD |
| Heinz Gebhardt (S, 26)         | Stahl Helbra                 | Chemie Halle-Leuna           | 9 OL                    |
| Horst Kohle (S, 18)            | Motor Schönebeck             | Vorwärts Berlin              | 138 OL, 1 A             |
| Horst Lemanczyk (S, 20)        | Aktivist Brieske-Ost         | Aktivist Brieske-Senftenberg | 250 OL, 2 A             |
| Lothar Meyer (S, 21)           | Motor Oberschöneweide        | Vorwärts Berlin              | 165 OL, 16 A            |
| Manfred Pinske (S, 21)         | Chemie Bitterfeld            | Dynamo Berlin                | 22 OL                   |
| Armin Stang (S)                |                              | Dynamo Berlin                | DDR-Liga                |
| Siegfried Wachtel (S, 22)      | Aktivist Brieske-Senftenberg | Vorwärts Berlin              | 240 OL                  |
| Horst Wühn (S, 16)             | Motor Süd Brandenburg        | Vorwärts Berlin              | 9 OL                    |
| Manfred Huth (20)              |                              | Vorwärts Berlin              | 8 OL                    |

##### Ergebnis-Statistik
| Ergebnisse DHfK I                 |        | Ergebnisse DHfK II                |       |
| --------------------------------- | ------ | --------------------------------- | ----- |
| Fortschritt Hartha                | 1:3 A  | Motor Eisenach                    | 0:4 A |
| Stahl Freital                     | 11:1 H | Chemie Lauscha                    | 1:3 H |
| Motor Bautzen                     | 1:3 A  | Dynamo Eisleben                   | 1:2 H |
| Chemie Weißwasser                 | 0:1 A  | Motor Jena                        | 1:6 A |
| Motor Dessau                      | 0:0 H  | Chemie Zeitz                      | 0:2 H |
| Chemie Glauchau                   | 7:3 H  | Motor Schönebeck                  | 3:3 A |
| Wismut Plauen                     | 0:3 A  | Motor Nordhausen                  | 0:7 A |
| Stahl Stalinstadt                 | 7:1 H  | Chemie Greppin                    | 9:1 H |
| Motor Altenburg                   | 1:1 A  | Lok Weimar                        | 1:0 A |
| Wismut Gera                       | 1:2 A  | Weißenfels                        | 1:4 A |
| Motor West KMSt.                  | 3:0 H  | Motor Sonneberg                   | 5:1 A |
| Rotation NO Leipzig               | 0:0 H  | Chemie Kahla                      | 3:0 H |
| Chemie Großräschen                | 8:1 H  | Stahl Thale                       | 2:1 H |
| 40:19 Tore, 13:13 Punkte, Platz 6 |        | 27:34 Tore, 11:15 Punkte, Platz 9 |       |